# Aubigny British Cemetery
Aubigny British Cemetery is een Britse militaire begraafplaats met gesneuvelden uit de Eerste Wereldoorlog, gelegen in het Franse dorp Aubigny in het departement (Somme). De begraafplaats werd ontworpen door William Cowlishaw en ligt aan de Route de Corbie op ruim 500 m ten noorden van het dorpscentrum (Église Sainte-Colombe). Ze heeft een trapeziumvormig grondplan met een oppervlakte van 490 m² en wordt omsloten door een haag. De toegang aan de straatzijde bestaat uit een hekje tussen witte stenen zuilen. Het Cross of Sacrifice staat centraal tegen de oostelijke rand.
Er liggen 95 doden begraven waaronder 1 niet geïdentificeerde.
De begraafplaats wordt onderhouden door de Commonwealth War Graves Commission.

## Geschiedenis
De begraafplaats werd tussen april en augustus 1918 aangelegd door Australische eenheden, voornamelijk door de 54th en 57th Battalions.
Onder de geïdentificeerde doden zijn er 7 Britten en 87 Australiërs. 

### Onderscheiden militairen
- Norman Beresford Lovett, kapitein bij de Australian Infantry, A.I.F. werd tweemaal onderscheiden met het Military Cross (MC and Bar).
- George Anthony Murray, majoor bij de Royal Field Artillery en William Frederick Clark, luitenant bij de Australian Infantry, A.I.F. werden onderscheiden met het Military Cross (MC).
- John Tognolini, soldaat bij de Australian Infantry, A.I.F. werd onderscheiden met de Military Medal (MM).

### Aliassen
Volgende soldaten dienden onder een alias bij de Australian Infantry, A.I.F.:
- Harold Bendik Pittersen als Harry Scott.
- Harry Otto Zink als F. Raynor.
- Samuel Tasman Crane als Leslie White.